# Mancia competente
Mancia competente (Trouble in Paradise) è un film del 1932 diretto da Ernst Lubitsch.
Tratto dalla commedia A Becsuletes Megtalalo di Aladár László, adattata in inglese come The Honest Finder, è considerato uno dei massimi esempi del genere della commedia sofisticata.

## Trama
Gaston Monescu, un famoso ladro, incontra, innamorandosene, Lily Vautier, anch'essa ladra di professione. Per derubare la bella e ricchissima Mariette Colet, Gaston s'introduce nella sua casa con la scusa di restituire una borsa a lei rubata, in cambio di una consistente ricompensa. Così Gaston, sotto il falso nome di Monsieur Lavalle, e Lily, ormai sua moglie, riescono a farsi assumere come segretari della signora, con l'intenzione di rapinarla. Ma i loro piani non vanno come dovrebbero, per colpa anche di un pizzico d'amore.

## Produzione
Il film fu prodotto dalla Paramount Pictures.

## Distribuzione
Il copyright del film, richiesto dalla Paramount Publix Corp., fu registrato il 24 ottobre 1932 con il numero LP3359.
Distribuito dalla Paramount Pictures, il film uscì nelle sale cinematografiche statunitensi il 21 ottobre 1932.

### Riconoscimenti
Nel 1932 è stato indicato tra i migliori dieci film dell'anno dal National Board of Review of Motion Pictures.
Nel 1991 è stato scelto per la conservazione nel National Film Registry della Biblioteca del Congresso degli Stati Uniti.